# WTA Challenger Series 2016
In der folgenden Tabelle werden die Damenturniere der WTA Challenger Series der Saison 2016 dargestellt.
Auf dem Veranstaltungskalender des Jahres standen in dieser Kategorie sieben Turniere.
Das Turnier in Hua Hin wurde aufgrund einer nationalen Trauerzeit nach dem Tod des thailändischen Königs Bhumibol Adulyadej abgesagt.

## Turnierplan
| Datum                   | Ort            | Turnier                    | Preisgeld | Belag             | Siegerin Einzel        | Siegerinnen Doppel                     |
| ----------------------- | -------------- | -------------------------- | --------- | ----------------- | ---------------------- | -------------------------------------- |
| 14. – 19. März 2016     | San Antonio    | San Antonio Open           | $125.000  | Hartplatz         | Misaki Doi             | Anna-Lena Grönefeld Nicole Melichar    |
| 9. – 15. Mai 2016       | West Hempstead | Empire State Open          | $125.000  | Hartplatz         | –                      | –                                      |
| 30. Mai – 5. Juni 2016  | Bol            | Bol Open                   | $125.000  | Sand              | Mandy Minella          | Xenia Knoll Petra Martić               |
| 6. – 12. September 2016 | Dalian         | Dalian Women’s Tennis Open | $125.000  | Hartplatz         | Kristýna Plíšková      | Lee Ya-hsuan Kotomi Takahata           |
| 7. – 13. November 2016  | Hua Hin        | Hua Hin Championships      | $125.000  | Hartplatz (Halle) | –                      | –                                      |
| 14. – 20. November 2016 | Limoges        | Engie Open de Limoges      | $125.000  | Hartplatz (Halle) | Jekaterina Alexandrowa | Elise Mertens Mandy Minella            |
| 14. – 20. November 2016 | Taipeh         | OEC Taipei WTA Challenger  | $125.000  | Teppich (Halle)   | Jewgenija Rodina       | Natela Dsalamidse Weronika Kudermetowa |
| 21. – 27. November 2016 | Honolulu       | Hawaii Open                | $125.000  | Hartplatz         | Catherine Bellis       | Eri Hozumi Miyu Katō                   |